# Ilha Tropical Transportes
A Ilha Tropical Transportes (também conhecida como ITT, Ilha Tropical e Tropical), foi uma empresa brasileira de transporte coletivo urbano de Salvador, Bahia.

## História
A ITT surgiu em 1963 com o nome de Itapoan Transportes Triunfo após a regulamentação dos transportes de Salvador, seu fundador foi Marçal Vicente Ferreira. Em 1999 a sigla ITT permaneceu, mas o significado foi mudado para o atual Ilha Tropical Transportes. Em 2002 existiu um cisão na qual foi criada a Capital Transportes Urbanos, operando conjuntamente com a empresa Ilha Tropical Transportes.

### Falência
Em 2014, três operadores sofreram com problemas financeiros. A Barramar declarou falência e, em julho, suas linhas foram distribuídas entre quase todas as outras operadoras do Sistema de Transporte Coletivo por Ônibus de Salvador (STCO). Isso porque, posteriormente, das 17 restantes, a Capital e a Tropical, em função de problemas financeiros, entregaram à Prefeitura 11 linhas, do total de 40 que operavam, logo, não possuindo condições de absorver as linhas que eram operadas pela Barramar.
Alguns dos funcionários das duas empresas (Tropical e Capital), cerca de 500, foram admitidos pela concessionária Plataforma Transportes (integrante do sistema Integra, formado a partir da licitação do STCO em 2014), após mediação realizada pelo vereador de Salvador Henrique Carballal. Ao todo, ambas as empresas empregavam 1050 motoristas de ônibus, cujos contratos de trabalho se extinguem em 2 de janeiro de 2015, mas com demissões a partir de 31 de dezembro de 2014.
Ver também
- Associação das Empresas de Transporte de Salvador
- Sistema de Transporte Coletivo por Ônibus de Salvador